# Neuaigen (Herrschaft)

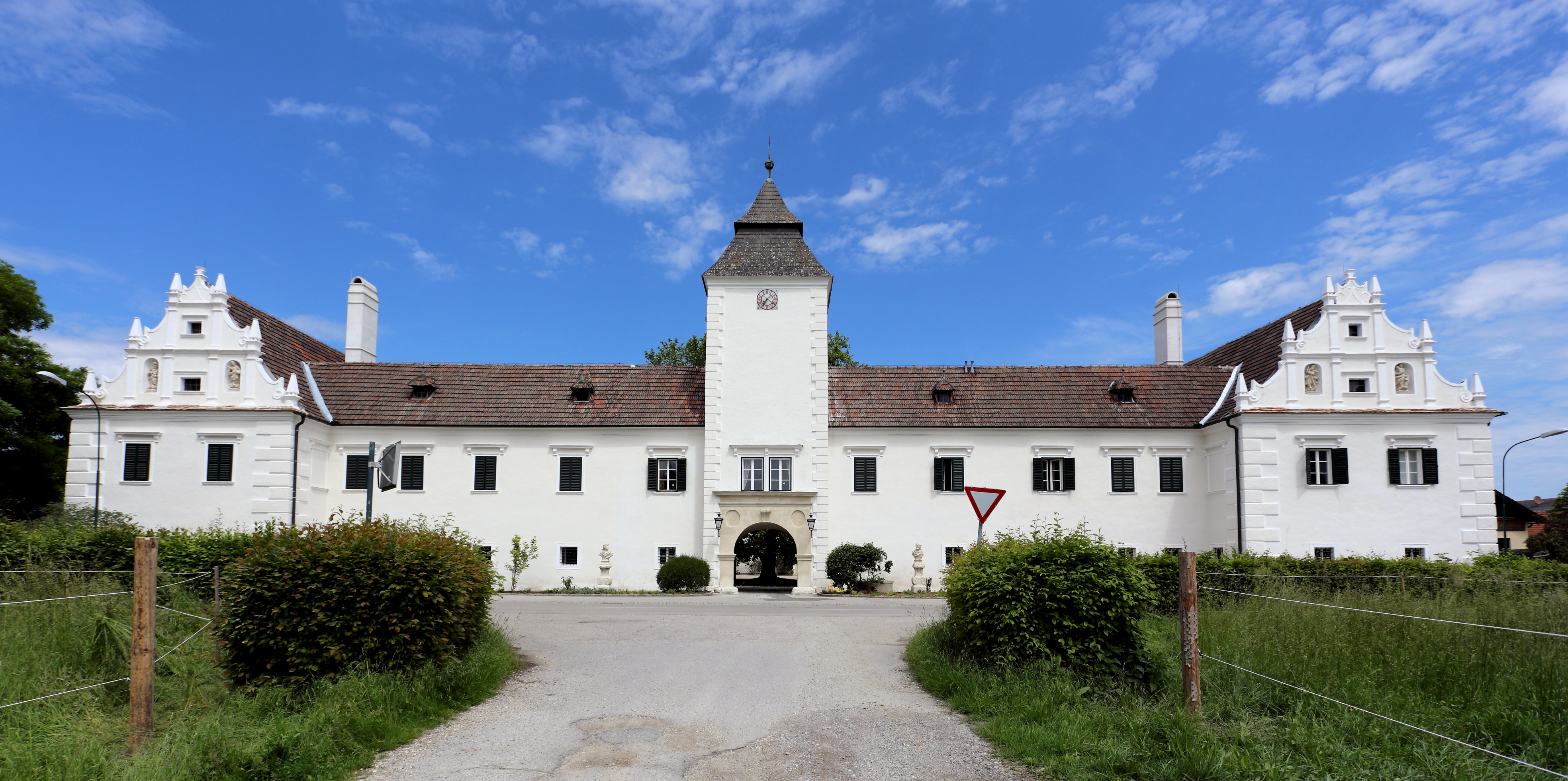
Schloss Neuaigen, Sitz der Verwaltung (2014)

Die Herrschaft Neuaigen war eine Grundherrschaft im Viertel unter dem Manhartsberg im Erzherzogtum Österreich unter der Enns, dem heutigen Niederösterreich.

## Ausdehnung
Die Herrschaft, die auch über das Lehengut Pettendorf verfügte, umfasste zuletzt die Ortsobrigkeit über Neuaigen, Fischerzeil, Königsbrunn, Stahrenwörth und Pettendorf. Der Sitz der Verwaltung befand sich in der Schloss Neuaigen.

## Geschichte
Der letzte Inhaber war der Beamte und Politiker August Graf von Breunner, der als einer der Führer der liberalen Opposition am Sturz Metternichs beteiligt war und damit die Reformen 1848/1849 einleitete, infolgedessen die Herrschaft aufgelöst wurde. Seine Nachfahren tragen heute den Namen Metternich-Sandor.